# Энгельгардт, Василий Павлович
Василий Павлович Энгельга́рдт (1828—1915) — русский астроном и общественный деятель.

## Биография
Выходец из известного дворянского рода Энгельгардтов, сын полковника Павла Васильевича Энгельгардта (1798—1849) и его супруги Софьи Григорьевны фон Энгельгардт (1804—1875). В 1847 окончил Императорское училище правоведения в Санкт-Петербурге, после чего служил в 1-м и 5-м департаментах Правительствующего сената. В 1853 вышел в отставку и посвятил себя занятиям астрономией.
В 1875 поселился в Дрездене, где на собственные средства в 1879 построил Большую обсерваторию, в которой единолично, без помощников проработал до 1897. Основные работы Энгельгардта посвящены исследованиям комет, астероидов, туманностей и звездных скоплений. В 1879—1894 выполнил наблюдения 50 комет и 70 астероидов. C 1883 исследовал туманности и звездные скопления, составил каталог более чем 400 туманностей. Начиная с 1886, наблюдал 829 звезд каталога Брадлея в целях обнаружения у них звезд-спутников.
В конце 90-х годов из-за ухудшения состояния здоровья Энгельгардт отошел от практических наблюдений и передал все оборудование Большой обсерватории в дар Казанскому университету, ректором которого был его друг Д. И. Дубяго. Новая обсерватория Казанского университета, оснащенная инструментами Энгельгардта, была открыта в 1901 и с 1903 по нынешний день называется Энгельгардтовской. До конца жизни Энгельгардт принимал активное участие в строительстве и организации работы новой обсерватории, а в своем завещании передал Казанскому университету все своё имущество и капитал на развитие обсерватории.
В 1889 избран почётным доктором Казанского университета, в 1890 — членом-корреспондентом Российской академии наук.
Василий Энгельгардт умер в мае 1915 года и был похоронен на Дрезденском кладбище Святой Троицы. 21 сентября 2014 года на территории Астрономической обсерватории им. В. П. Энгельгардта состоялась церемония перезахоронения русского ученого, ещё при жизни выразившего желание быть похороненным здесь. Гроб с прахом ученого был доставлен к месту перезахоронения после гражданской панихиды, прошедшей на острове-граде Свияжск в Соборе «Всех Скорбящих Радости» Иоанно-Предтеченского монастыря, и был помещен в склеп, где покоится тело Дмитрия Дубяго.

## Общественная деятельность
На протяжении многих лет Энгельгардт собирал материалы по отечественной истории и передавал свои коллекции России.
Был близким другом М. И. Глинки. После кончины Глинки в Берлине в феврале 1857 года Энгельгардт в мае того же года организовал перенесение его праха на родину, на Тихвинское кладбище. Кроме того, Энгельгардт передал своё собрание рукописей Глинки Публичной библиотеке в Петербурге, положив этим основание архиву композитора, а также издал партитуры опер М. И. Глинки и других его симфонических произведений. Впоследствии по просьбе своего бывшего товарища по училищу правоведения, знаменитого искусствоведа В. В. Стасова Энгельгардт написал воспоминания о М. И. Глинке и А. С. Даргомыжском.
В конце 1890-х, отойдя от астрономических исследований, Энгельгардт занимался сбором материалов о Швейцарском походе А. В. Суворова, которые передал Суворовскому музею в Петербурге. Коллекции материалов были собраны Энгельгардтом к 100-летию Отечественной войны 1812 года.
Большую ценность представляет также переписка Энгельгардта с известными деятелями культуры (с М. И. Глинкой, Ф. Листом, Г. Бюловом, В. В. Стасовым).

## Увековечение памяти
- Имя Энгельгардта носит астрономическая обсерватория Казанского университета;
- В 1970 году решением XIV съезда Международного астрономического союза имя Энгельгардта было присвоено кратеру на Луне.

## Публикации
- Observations astronomiques, faites par V. d' Engelhardt a son Observatoire a Dresde. // Dresde, 1886—1895